# Adamovské Kochanovce

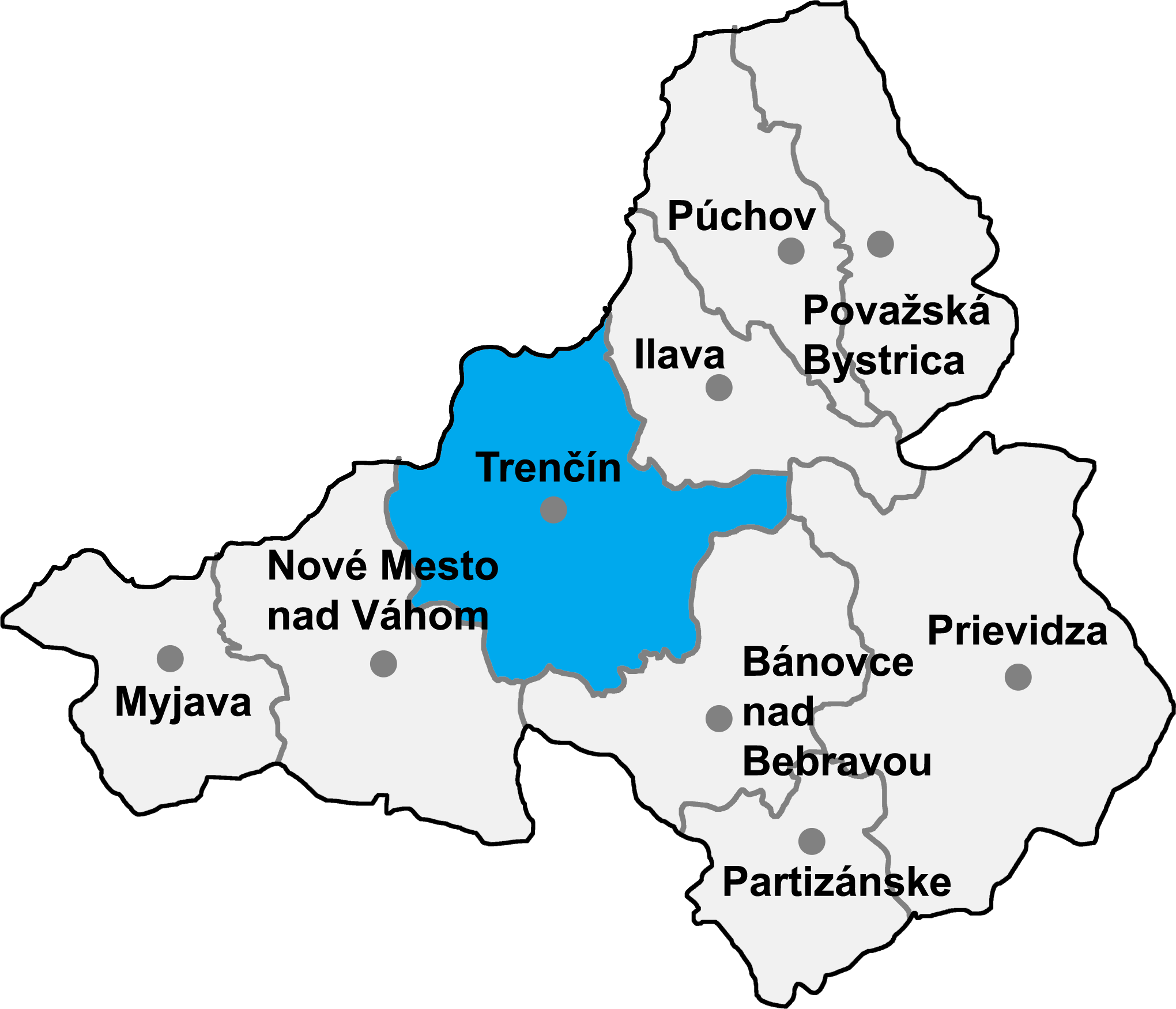
Lokalizacja okręgu Trenczyn

Adamovské Kochanovce – wieś (obec) w północno-zachodniej Słowacji, w powiecie trenczyńskim. W 2011 roku zamieszkiwało ją 818 mieszkańców.

## Historia
Wieś powstała w 1960 roku z połączenia wsi Adamovce, Kochanovce i Malé Bierovce. Najstarsze pisemne wzmianki pochodzą z roku 1322 i dotyczą wsi Malé Bierovce (wymieniana pod nazwami Bur, Bir) oraz parafii i kościoła w Kochanovcach (sama wieś Kochanovce wzmiankowana jest po raz pierwszy w 1394 roku jako Kohan). Z kolei pierwsza wzmianka o Adamovcach pochodzi z 1402 roku (Adámfalva), wydzieliły się one z wsi Nežetice, której istnienie udokumentowane jest w latach 1358–1469.

## Zabytki
- późnobarokowy kasztel z połowy XVIII w., rozbudowany w roku 1958
- barokowy rzymskokatolicki kościół pw. Świętego Piotra i Pawła z lat 1758–1760, przebudowany na początku XX w.
- kościół ewangelicki z 1784, przebudowany w roku 1904.
- klasycystyczny kasztel z początku XIX w.
- Dom Pamięci Vladimíra Roya[6]